# Joshua Obiesie
Joshua Obiesie (Monaco di Baviera, 23 maggio 2000) è un cestista tedesco.

## Palmarès
- Coppa di Francia: 1

Digione: 2023-2024